# Ansia
Ansia ou Ansa était une femme noble d'une famille de Brescia, épouse de Didier de Lombardie, roi des Lombards. Elle était la fille de Verissimo, ou Roi Verulismus, Roi Veruli, sœur du roi Hildeprand et nièce du roi Liutprand.
Vers 753, elle fonde le monastère de S. Michele et S. Pietro (en) à Brescia,.

## Biographie

### Origines
Les origines de sa famille sont peu connues. On connaît son père Verissimo et deux de ses frères : Arechi et Donnolo ; on peut ainsi considérer que sa famille était d'origine Lombarde.

### Monastère de San Michele et San Pietro à Brescia
Ansia et le roi Didier fondent le Monastère de San Michele et San Pietro à Brescia  ; leur fille Anselperga en deviendra plus tard l'une des abbesses. Tout un réseau de complexes monastiques entre la Lombardie, l'Émilie et la Toscane était soumis à la juridiction du Monastère de San Michele et San Pietro à Brescia, comme le monastère San Felice à Pavie, fondé en 760 par son mari Didier.

### Capitulation de Didier face à Charlemagne
À la suite d'affrontements, le roi Didier est fait prisonnier par Charlemagne en 774 ; Didier et Ansia se présentent à Charlemagne le 5 juin 774. Didier est conduit à travers les Alpes, peut-être à Liège ou à Corbie, cette même année. Ansia et l'une de leurs filles étaient également présentes lors de ce déplacement ; on ignore laquelle de leurs filles et si Ansia est ensuite retournée en Lombardie.

### Mariage et descendance
```
 
Ansia
 
  │    épouse 
Didier de Lombardie

  │
  ├─
Désirée
 : 
  │    ép. en 770 Charlemagne 
(cf. Carolingiens)
 (répudiée en 771)
  │
  ├─
Adalgis
 († 788) : (Un Fils, Roi Poto. Dinastie Poto, ou Puoti, dit Pothos Kyrie Paleologus et une jeune fille, Imperatrice Ageltrude de Spoleto). Chassé d'Italie par Charlemagne en 774 ou 775, il se réfugie à 
Byzance
.
  │  
  ├─
Liutberge
. 
  │    ép. 
Tassillon
 
III
 de Bavière
 
 (cf. 
Agilolfing
)
  
  │ 
  ├─
Adalberge
. 
  |    ép. 
Arigis
, duc de 
Bénévent

  |
  ├─Anselperga
[
2
]
.
       abbesse du monastère de S. Michele et S. Pietro
[
2
]
```